# San Vicente de Chucurí
San Vicente de Chucurí es un municipio ubicado en el departamento de Santander en Colombia, a 87 kilómetros de distancia desde la intersección "La Renta" que lo comunica a Bucaramanga, capital del mismo departamento.
Fue fundado el 7 de septiembre de 1876 por Sacramento Tristancho. Inicialmente fue llamado La Angostura, como corregimiento de Zapatoca. Es elevado a rango de aldea por la Ley 34, el 6 de octubre de 1881, y posteriormente adquirió su categoría de municipio el 30 de septiembre, de 1887 impulsado y confirmado por la Ordenanza 16 del 5 de agosto de 1890. Su fundador Sacramento Tristancho sería el primer alcalde - juez, elegido y autorizado con el aval de la jefatura departamental.
Actualmente cuenta con el certificado nacional de NIT número 800.099.829-6 y el código del DANE número 68689.

## Reseña histórica
Su posterior crecimiento y desarrollo fue igual al de la mayoría de los pueblos colombianos tras la liberación de la conquista española y con sus costumbres adquiridas, que consistió en la creación de una iglesia como centro de poder, centro de fe y lugar de reunión a cuyo perímetro se expandían las casas construidas por los nuevos colonizadores de las tierras.
Partes destacables de este proceso evolutivo en San Vicente de Chucurí son:
- 1878 creación de la primera iglesia San Vicente Ferrer.
- 1908 llegada del telégrafo.
- 1916 llegada del teléfono.
- 1925 Construcción del acueducto y la planta eléctrica.
- 1932 Finaliza la construcción de la carretera a Barrancabermeja.
- 1985 el corregimiento del Carmen de Chucurí se conforma como municipio siendo autorizado mediante la ordenanza número 28 y el decreto 075 de 1985.

## División Político-Administrativa

### Cabecera municipal
Su cabecera municipal se encuentra dividida en los barrios: Santana, Héroes, 30 de Agosto, Jaime Ramírez, Independencia, Orquídea Real, Buenos Aires, La Bomba, Juan XXIII, La Feria, Orocué, Yariquíes I, Villa Luz, Villa Virginia, Bosque Bajo, Los Venados, Bosque Alto, Campestre, La Granja, Samanes, San Bernardo, Angosturas, Camilo Torres, Chapinero, La Pola, El Centro, Pueblo Nuevo, Villas del 2000, Monte Carlo, Yariquíes III.

### Centros poblados
San Vicente de Chucurí tiene bajo su jurisdicción los centros poblados:
- Albania
- Las Acacías
- Yarima

#### Veredas
El municipio tiene constituido las siguientes veredas:  Agua Blanca, Alto Viento, Barro Amarillo, Cantarranas, Campo Hermoso, Chanchón, El Ceibal, El Centro, El Guadual, El León, El Naranjito, El Pertrecho, Guamales, La Esmeralda, La Esperanza, La Granada, Las Arrugas, Llana Caliente, Llana Fría, Los Medios, Mérida, Nuevo Mundo, Palestina, Palmira, Pamplona, Pozo Nutria, Pradera, Primavera, Puente Murcia, Santa Inés, Santa Rosa, Taguales, Tempestuosa, Vizcaína

## Reconocimiento
El gentilicio aceptado para los habitantes de San Vicente de Chucurí es "chucureños", reconocidos a nivel nacional como campesinos en su mayoría, trabajadores y de carácter humilde. 
El municipio recibe calificativos como "Despensa agrícola de Santander" y "Tierra de los frutos valiosos" debido a su esencia productiva de alimentos agrícolas.

## Símbolos

### Bandera
La bandera de San Vicente de Chucurí se compone por la división de tres filas en igual escala con los colores blanco, verde y amarillo en sucesivo orden y cuyo simbolismo es el siguiente:
- El color blanco representa paz.
- El color verde representa la riqueza forestal del municipio.
- El color amarillo representa las riquezas en general de su tierra.

### Himno
| AUTOR: Edison Albeiro Otero LETRA Y MÚSICA: Elkin Moreno Camargo / Moisés Silva LETRA: Luis Carlos Martínez Coro Oh San Vicente de Chucurí Tierra de historia que un día nació Y es el recuerdo de un pueblo en su gloria Testigo fiel que el samán revivió |  | I Pipatón y Yarima que fueron Nuestros ancestros de raza y color Nos dejaron la sangre bravía Que llevamos con fuerza y honor II Sacramento Tristancho ha llegado Con el sueño de la fundación Angosturas fue el sitio indicado Hoy orgullo de nuestra región. |  | III Campesinos nativos y arrieros Han forjado la región Yariguí Cultivando sus frutos de ensueño A la vera del río Chucurí. IV Solo quiero tener en mis manos Un puñado de inmenso valor Tú me entregas un claro horizonte Yo te doy mi constancia y sudor (bis) |  |  |

### Alcaldes del municipio de San Vicente de Chucurí
- - 1881 Sacramento Tristancho
  - 1885. Pedro Sarmiento A.
  - 1895. Ulpiano Gómez Serrano
  - 1896. Rafaeil Martínez
  - Octavio López
  - Jesús Villamizar
  - José María García
  - 1898. Francisco Rueda
  - Marcos A. Acevedo
  - 1900. José María Prada
  - Roso Durán
  - 1905. Luis Ricardo Gómez
  - 1909. Benjamin Cuervo Zarate
  - José Darío Cárdenas Moreno
  - Pedro Emilio Arenas
  - 1913. Pedro Antonio Serrano
  - 1914. Ciro Antonio Amaya
  - Pedro Antonio Serrano
  - Luis Ricardo Gómez
  - Pedro María Olarte
  - Pedro Antonio Serrano
  - José María García
  - José María Prada
  - 1917. Nepomuceno Gómez
  - Jesús Reyes
  - 1920. Hermógenes Plata
  - 1921. Félix Díaz O.
  - Purificación Badillo
  - Luis Acevedo
  - 1925. Hermógenes Plata
  - 1926. Juan Francisco Gómez Ardila
  - Jorge E. Pinilla Díaz
  - 1927. Ángel María Ortiz
  - Alberto Ortiz
  - José A. Bermúdez
  - Felipe Díaz
  - Marco Antonio Acevedo
  - Felipe Ardila Serrano
  - 1928. Valentín González
  - Sotero Amorocho
  - 1930. Luis Alejandro Barrera
  - 1932. Luis Francisco Martínez
  - 1933. Amorocho
  - 1934. Domingo Gómez Albarracín
  - 1935. Juan B. Villate
  - 1938. Ángel Miguel Ulloa Niño
  - 1939. Carlos Julio Quijano Ardila
  - 1939- 1940. Luis Serrano
  - 1942. Juan B. Villate
  - 1943. Emilio Ordóñez Mutis
  - 1944. Rafael Navas
  - 1945. Juan B. Villate
  - 1948. Alfonso Gómez Serrano
  - Ten. José Joaquín Matallana
  - 1949. Pedro A. Rueda Rueda
  - Alférez Luis Bernardo Rojas Ariza
  - Daniel Rangel
  - Mayor. Luis Alfonso Jiménez
  - Jorge Sanmiguel
  - 1950. Luis Alfonso Jiménez
  - Alfredo Sanmiguel Pérez
  - Ten. Carlos Arturo Domínguez Parra
  - 1951. Abel Archila
  - Felipe Ariza Amado
  - Pablo A. Gómez
  - 1952. Juan B. Hernández
  - Luis A. García Acevedo
  - Luis A. Pinilla
  - 1953. Flaminio Marin Ruiz
  - Tulio Ernesto Pérez R.
  - 1955. Ernesto Pérez
  - Felipe Villarreal
  - Eduardo Suárez Díaz
  - 1956. Sgto. Raúl Hemida Perdomo
  - Jaime Gómez Nuñez
  - José De Jesús Pérez
  - Álvaro Moreno Olivares
  - 1957. Ten. Juan Moreu Toro
  - Cap. Federico A. Pineda B.
  - 1958. Ten. Álvaro Castillo Montenegro
  - Leónidas Calvete Gómez
  - Belisario Cobos Duarte
  - 1960. Belisario Cobos Duarte
  - Luis Martín Herrera Prada
  - 1961. Enrique Urrea
  - Carlos Vicente Jaimes Mendoza
  - Efraín Parra C.
  - 1962. Ángel Miguel Ulloa Niño
  - 1963-1964. Luis Alfredo León García
  - 1964. Roque Julio Ballesteros
  - 1965. Nicéforo Porras
  - 1967. Mayor. Reinaldo Mateus Álvarez
  - Alfonso Prada Pinzón
  - Belisario Cobos Duarte
  - Pedro Jesús Galvis
  - 1968. Roque Julio Ballesteros
  - 1970. Cesar Rincón Cáceres
  - José María Trujillo Alférez
  - Carlos Zárate
  - Roque Julio Ballesteros
  - Miguel José Motta Motta
  - 1971. Jorge Octavio Delgado
  - Francisco Moreno Rojas
  - Antonio Javier Moncada López
  - 1972. Jorge Octavio Delgado
  - 1973. Mayor. Antonio Aragoa Mondragón
  - César Rincón Cáceres
  - Luis María Garrido Torres
  - Reinaldo Mateus Álvarez
  - 1974. Ciro Antonio Bareño Téllez
  - Luis María Garrido Torres
  - 1975. José De Jesús Rojas Rojas
  - 1975-1978. Fidel Cornejo Sanabria
  - 1978. Jesús Antonio Sossa
  - Luis Alfredo Obregón Acevedo
  - 1979. César Eduardo Reyes Enciso
  - Luis María Garrido Torres
  - 1980. Jesús Antonio Sossa
  - Luis María Garrido Torres
  - 1981. Fidel Cornejo Sanabria
  - 1982. Álvaro Acuña Ortiz
  - 1983. Luis María Garrido Torres
  - 1984-1986. Álvaro Corzo
  - 1986. Hernán Gómez Sajonero
  - 1987. Hernán Obando Saavedra

Alcaldes de elección popular
- - 1988-1990. Álvaro Pico Gómez
  - 1990-1992. Graciliano Lizarazo Arenas
  - 1992-1994. Saúl Pico Gómez
  - 1995-1997. Gilberto Camargo Luque
  - 1997-1999. José Ricaurte Mejía Monsalve
  - 2000-2002. Juan Alonso Flórez Villamizar
  - 2004-2007. Ludwing Enrique Otero Ardila
  - 2008-2011. Emilce Suárez Pimiento
  - 2012–2015. Luis Ernesto Esteban Macías
  - 2016-2019. Ómar Acevedo Ramírez
  - 2020-2023. Óscar Rodríguez Acevedo
  - 2024-2027. Óscar Mauricio Sanmiguel Rodríguez

## Geografía
| Norte            | Oriente            | Sur               | Occidente       | SurOccidente |
| ---------------- | ------------------ | ----------------- | --------------- | ------------ |
| Sabana de Torres | Zapatoca y Betulia | Carmen de Chucuri | Barrancabermeja | Simacota     |

| Meseta del caballero      | Filo de la Putana      | Cuchilla de Llana Caliente | Filo Lizama                 | Filo de Nuevo Mundo                       |
| Cuchilla de Loma del Aire | Cerro del Chilingo     | Cuchilla de San Cristóbal  | Cerro Corroco               | Filo de Altoviento                        |
| Cerro de la Magdalena     | Cuchilla de Santa Rosa | Filo del Pertrecho         | Cordillera de Pan de Azúcar | Cordillera de los Yariguíes o Santa Lucía |
| Cuchilla de San Rafael    | Cerros de Unir         |                            |                             |                                           |

| flora             | fauna           |
| ----------------- | --------------- |
| móncoro           | tinajo          |
| cedro             | guagua          |
| caracolí          | conejos         |
| ceiba             | picur           |
| anaco             | tigrillos       |
| amarillo          | cerdos salvajes |
| guadua            | oso palmero     |
| cañas de castilla | oso de anteojos |
| cañabrava         | venados         |

## Economía

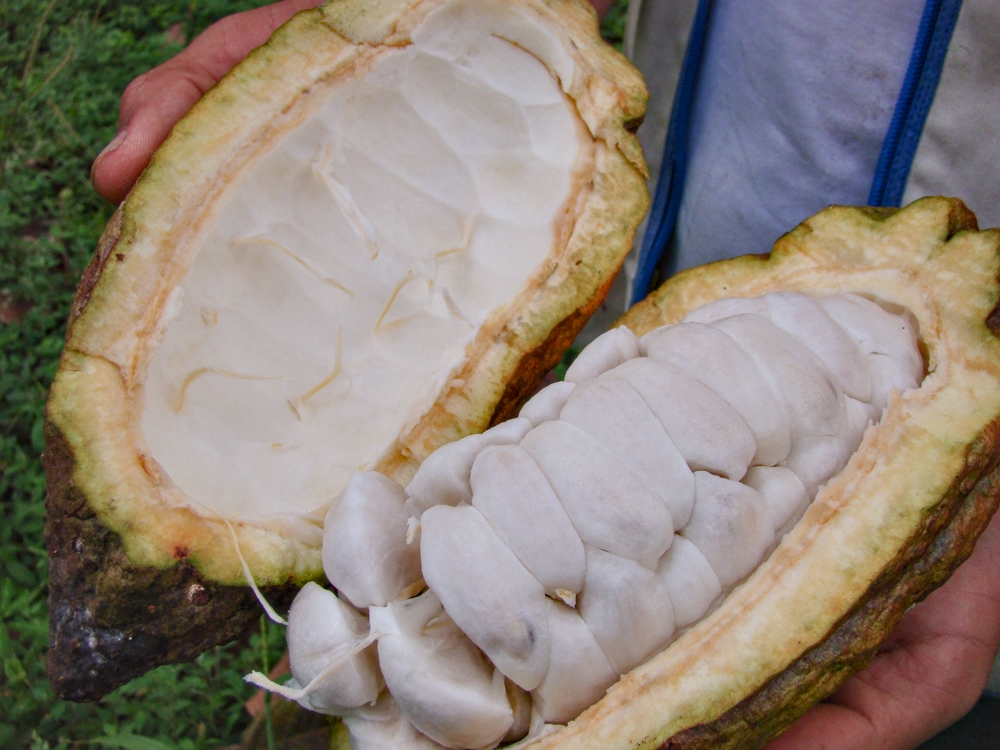
Fruto del árbol de Cacao producto principal de San Vicente de Chucuri.

### Cacao
San Vicente de Chucurí es el municipio con mayor producción de cacao del departamento de Santander, e igualmente el mayor productor en toda Colombia. Este producto representa el 60% del total de la producción agrícola municipal (7000 toneladas anuales).
Las veredas sobresalientes en su cultivo son: Llana Fría (la de mayor producción), Santa Inés, La Esmeralda, Campo Hermoso, Mérida, El Centro, Palestina, Nuevo Mundo, Guadual, El León, Ceibal, Aguablanca, El Pertrecho y La Esperanza.

### Café
El segundo producto en renglón de producción es el café con 4.000 toneladas de producción anuales, las veredas de mayor producción son: El Chanchón, Los Medios, El Centro, Mérida, Pamplona, La Pradera, Guamales, La Colorada, Primavera, la Granada.

### Cítricos
Los cítricos se cultivan en esta proporción: naranja en un 20%, limón en un 15% y mandarina en un 60%, son otros de los productos de mayor cosecha con 800 toneladas anuales, y las veredas de mayor cultivo son: Mérida, La Esmeralda, Santa Inés, Palmira, Campo Hermoso, La Palestina, La Esperanza, El Guadual, El Naranjito; y el limón en las veredas Albania y la Vizcaína.

### Aguacate
El aguacate de San Vicente de Chucurí es famoso a nivel nacional y reconocido por su sabor y su calidad. Luego del cacao, es el producto insignia del municipio produciendo 200 toneladas anuales y las veredas de mayor producción son Santa Rosa, Primavera, El Ceibal, León y Llana Fría. El Filón y la Unión aportan el 80% de la producción.

### Otros productos
- Plátano: se producen 1.500 toneladas anuales, las veredas el Marcito y Nuevo Mundo aportan el 60% de la producción.
- Banano: se producen 3.000 toneladas anuales en las veredas El Centro, Mérida, La Esmeralda, Pamplona y Santa Inés.
- Yuca: se producen 16.000 toneladas anuales en las veredas de Albania, Vizcaína, Yarima, La Llana, Cascajales y Llana de Cascajales.
- Maíz: se cosechan 1.500 toneladas anuales en Llana Caliente, Vizcaína, Yarima, Llana Cascajales y Albania.
- Frutas: guanábana, mora, lulo, tomate de árbol y guayaba en las veredas de Chanchón, el Centro, Vizcaína, Albania y las Arrugas.

### Ganado
San Vicente de Chucurí tiene aproximadamente 42.600 cabezas de ganado bovino siendo las veredas de mayor cría de este tipo de ganadería: El Marcito, Nuevo Mundo, Llana Caliente, Taguales, Vizcaína, Albania y Yarima.

#### Otros sistemas de producción agropecuarios
- Porcino: 6.000 cabezas.
- Equinos: 4.500-5.000 cabezas.
- piscicultura: relativamente nueva.

Minería
La minería constituye otra fuente de recursos en San Vicente, ocupando el primer lugar de explotación petrolera y gas propano en la ribera del Río Magdalena También posee grandes yacimientos de carbón en las veredas El Marcito, Taguales y Llana Caliente.
El servicio de energía eléctrica es suministrado en toda el área municipal por ELECTROSAN SA ESP; el de alumbrado público por la empresa DOLMEN S.A. ESP
Música y cultura
La cultura es un factor muy importante en San Vicente, esta la Escuelas de formación artística y cultural Juan Ibarra, que en sus diferentes áreas desarrolla habilidades en niños y jóvenes, Cañabrava compañía danza, Fundación artística Siembra de agua y Juan Ibarra y los Chucureños..